# Brawley
Brawley is een plaats in Imperial County in Californië in de VS.

## Geografie
Brawley bevindt zich op 32°58′ Noord, 115°32′ West. De totale oppervlakte bedraagt 15,1 km² (5,8 mijl²), wat allemaal land is met uitzondering van de rivieren New en de Alamo die erdoorheen stromen.
Brawley bevindt zich onder zeeniveau.

## Demografie
Volgens de census van 2000 bedroeg de bevolkingsdichtheid 1460,4/km² (3783,0/mijl²) en bedroeg het totale bevolkingsaantal 22.052 als volgt onderverdeeld naar etniciteit:
- 52,78% blanken
- 2,45% zwarten of Afrikaanse Amerikanen
- 1,11% inheemse Amerikanen
- 1,31% Aziaten
- 0,19% mensen afkomstig van eilanden in de Grote Oceaan
- 37,86% andere
- 4,32% twee of meer rassen
- 73,83% Spaans of Latino

Er waren 6631 gezinnen en 5265 families in Brawley. De gemiddelde gezinsgrootte bedroeg 3,28.

## Plaatsen in de nabije omgeving
De onderstaande figuur toont nabijgelegen plaatsen in een straal van 32 km rond Brawley.